# Bons (automòbil)
Bons, o Automóviles Bons, fou la marca amb què el mecànic català Josep Bons comercialitzà els automòbils que va fabricar el 1902 al seu taller de Barcelona, situat al número 79 del carrer Vila i Vilà. Josep Bons (1876 - 1918) havia emigrat de jove a Mèxic i des del 1900 regentava el taller de Barcelona. Va arribar a treballar a la Hispano Suiza i es va morir a Barcelona a 42 anys, víctima de la grip espanyola.
Inicialment, Bons es dedicava al seu taller la reparació d'automòbils i a la construcció de motors i components fins que, després de subministrar diversos motors i xassissos als tallers dels germans Molist (els fabricants dels cotxes Ultramóvil) es va decidir a construir els seus propis automòbils. Hi ha constància de la fabricació d'un exemplar d'aquesta marca, equipat amb un motor de 4 cilindres, 4.942 cc (110 x 130 mm) i 24 HP, amb transmissió per cardan.